# 삼첨도
삼첨도는 원술(袁術)의 수하장수 기령(紀靈)이 사용하던 대치도의 일종이다. 무게는 50근이며, 창 끝이 세 갈래로 갈라져 있다.